# Яманчуріно
Яманчу́ріно (рос. Яманчурино, чув. Яманчурел) — присілок у складі Яльчицького району Чувашії, Росія. Входить до складу Лащ-Таябинського сільського поселення.
Населення — 543 особи (2010; 671 у 2002).
Національний склад:
- чуваші — 98 %